# Mando Conjunto del Ciberespacio
El Mando Conjunto del Ciberespacio (MCCE) de España, conocido hasta 2020 como Mando Conjunto de Ciberdefensa (MCCD), es el órgano del Estado Mayor de la Defensa (EMAD) responsable del planeamiento, la dirección, la coordinación, el control y la ejecución de las acciones conducentes a asegurar la libertad de acción de las Fuerzas Armadas en el ámbito del ciberespacio. Para cumplir su misión, planea, dirige, coordina, controla y ejecuta las operaciones militares en el ciberespacio, de acuerdo con los planes operativos en vigor. En el ámbito de estas operaciones, realiza las acciones necesarias para garantizar la supervivencia de los elementos físicos, lógicos y virtuales críticos para la defensa y las Fuerzas Armadas.
Asimismo, es responsable, en colaboración con el Estado Mayor Conjunto de la Defensa (EMACON), de la definición de requisitos operativos, seguimiento de la obtención y el sostenimiento de los medios de ciberdefensa, sistemas de información y comunicaciones (CIS) conjuntos de Mando y Control, de Guerra Electrónica y Navegación, Identificación y Sistemas de Observación de la Tierra, velando por la interoperabilidad de estos con los específicos de los Ejércitos y de la Armada. También, presta apoyo CIS a la estructura del EMAD.
Por último, se encarga de asegurar la autoridad del jefe de Estado Mayor de la Defensa (JEMAD) sobre la Infraestructura Integral de Información para la Defensa (I3D) en el ámbito operativo.
A su cargo se encuentra un Comandante Jefe con rango de oficial general (General de División o Vicealmirante). Sus instalaciones se encuentran dentro de la Base de Retamares, en Pozuelo de Alarcón (Madrid). Fue creado el 19 de febrero de 2013, en virtud de la Orden del Ministerio de Defensa 10/2013, por la que se crea el Mando Conjunto de Ciberdefensa. El 27 de julio de 2020 se convirtió en el actual MCCE, integrando a la estructura del MCCD nuevas capacidades.

## Estructura

Emblema entre 2013 y 2020.

El Mando Conjunto del Ciberespacio se articula en los siguientes órganos:
- La Comandancia.
- La Segunda Comandancia.
- El Estado Mayor (EMMCCE).
- La Fuerza de Operaciones del Ciberespacio (FOCE).
- La Jefatura de Mando y Control (JMC).
- La Jefatura de Sistemas de Ciberdefensa (JSCD).
- La Jefatura de Telecomunicaciones y Guerra Electrónica. (JTEW).
- La Jefatura de Apoyo CIS al EMAD (JEACISEMAD).
- La Escuela Militar de Ciberoperaciones (EMCO).

### Estado Mayor
El Estado Mayor del Mando Conjunto del Ciberespacio (EMMCCE) es el órgano de asistencia del Comandante Jefe del Mando Conjunto de Ciberespacio (CMCCD) y se compone de una Jefatura dirigida por el Jefe del Estado Mayor del Mando Conjunto de Ciberespacio y seis secciones:
- Sección de Coordinación (C-0).
- Sección de Personal (C-1)
- Sección de Inteligencia (C-2).
- Sección de Operaciones (C-3).
- Sección de Logística (C-4)
- Sección de Planes (C-5).
- Sección CIS (C-6)
- Sección de Preparación (C-7).
- Sección de Recursos y Finanzas (C-8)
- Sección de Cooperación y Representación (C-9).

### Fuerza de Operaciones del Ciberespacio
La Fuerza de Operaciones del Ciberespacio (FOCE) es el órgano del Mando Conjunto responsable de la ejecución de las operaciones militares de ciberdefensa a través de las acciones de defensa, explotación y respuesta en el ciberespacio, coordinando técnicamente las actividades de los Centros de Operaciones de Seguridad (COS) del MINISDEF, tanto permanentes como desplegables.
Además, corresponde a la JOPS coordinar y ejecutar las acciones de prevención, detección, reacción y, en su caso, recuperación frente a acciones no autorizadas que puedan comprometer las redes y sistemas del ámbito de actuación del MCCD y la información que manejan; obtener, analizar y explotar la información sobre ciberataques e incidentes a las redes y sistemas en el ámbito de actuación del MCCD; ejecutar las acciones de respuesta necesarias en el ciberespacio frente a amenazas o ataques y tener una capacidad tecnológica que permita y facilite el desarrollo de las funciones citadas anteriormente.

## Comandantes
| Foto | Titular                                                  | Mandato   |
| ---- | -------------------------------------------------------- | --------- |
|      | General de división Carlos Enrique Gómez López de Medina | 2013-2018 |
|      | General de división Rafael García Hernández              | 2018-2023 |
|      | Vicealmirante Francisco Javier Roca Rivero               | 2023-     |